# Trapets
Trapets (angleško Dobby) je izmišljen lik iz serije fantazijskih romanov o Harryju Potterju britanske pisateljice J. K. Rowling. 
Je hišni vilinec, ki dela na Bradavičarki.

## Prva pojava
Trapets se v seriji prvič pojavi med Harryjevimi počitnicami pred drugim letnikom Bradavičarke. Takrat je Trapets še hišni vilinec družine Malfoy.
Harryja opozori na nevarnost, ki mu preti ob vrnitvi v šolo. Ker Harry ne želi ugoditi Trapetsovi prošnji, naj se ne vrne na šolo, Trapets razbije torto Petunije Dursley. Harry po tem dobi opozorilo, da ga bodo izključili, če bo spet čaral, čeprav ni čaral on.
Trapets nato še nekajkrat poizkusi Harryja prepričati, naj odide z Bradavičarke. Med temi prepričevanji mu uspe zlomiti Harryjevo roko, za dodatno zmedo pa nato poskrbi še Slatan Sharmer, ki z neuspelo čarovnijo odstrani vse kosti v Harryjevi roki.
Po Harryjevi uspešni bitki proti Marku Neelstinu in njegovem bazilisku Harry z zvijačo osvobodi Trapetsa, saj mu Lucius Malfoy da oblačilo, kar za hišnega vilinca pomeni svobodo. Trapets po tem ostane zvest Harryjev prijatelj.

## Kasnejše pojave
Trapets se v seriji pojavi še mnogokrat, a ima vedno le stranske vloge.
Tako na primer Trapets v peti knjigi Harryju pove za sobo Kar želite, to dobite, v šesti knjigi pa Harryju pomaga tako, da zasleduje Dreca Malfoya.
V knjigi Harry Potter in svetinje smrti umre poškodovan od noža Krasotillye L'Ohol, potem ko Harryja in njegove prijatelje reši iz ječe v hiši Malfoyevih.